# Chronologie de l'algèbre
 (août 2022).
Si vous disposez d'ouvrages ou d'articles de référence ou si vous connaissez des sites web de qualité traitant du thème abordé ici, merci de compléter l'article en donnant les références utiles à sa vérifiabilité et en les liant à la section « Notes et références ».
Le tableau de cette page fournit une chronologie sommaire des moments clefs dans le développement de l'algèbre. Le découpage en grandes périodes tient compte de l'avancée des mathématiques dans le monde gréco-latin, arabo-musulman, et européen. Il ne prétend pas rendre compte du mouvement général, Inde et Chine comprises, du développement d'ensemble des notions algébriques.
| Année                           | Évènement |
| ------------------------------- | --- |
| 1800 av. J.-C.                  | Les origines de l'algèbre. |
| Vers le XVIIIe siècle av. J.-C. | Dans le Sud de la Mésopotamie, de nombreuses tablettes produites lors de la période paléo-babylonienne présentent des séries d'exercices scolaires présentant différents problèmes que les assyriologues François Thureau-Dangin et Otto Neugebauer ont compris comme la résolution d'équations quadratiques. L'étude rapprochée de ces textes témoignent de l'application d'une méthode systématique de résolution de ce genre de problèmes, que plusieurs historiennes et historiens rapprochent d'une forme d'« algèbre géométrique ». |
| Vers le XVIIIe siècle av. J.-C. | La tablette Plimpton 322 écrite à Babylone en écriture cunéiforme donne une table de triplets pythagoriciens. |
| Vers le VIIIe siècle av. J.-C.  | Le mathématicien indien Baudhayana (en), dans son Baudhayana Śulba-Sūtra, découvre les triplets pythagoriciens de façon algébrique et une solution géométrique des équations linéaires et des équations quadratiques de la forme ax2 = c et ax2 + bx = c, enfin, il trouve deux ensembles de solutions entières et positives à un système d'équations diophantiennes. |
| Vers le VIIe siècle av. J.-C.   | Le mathématicien indien Apastamba (en), dans son Apastamba Śulba-Sūtra, résout les équations linéaires générales et utilise les systèmes d'équations diophantiennes comportant jusqu'à cinq inconnues. |
| Vers le IVe siècle av. J.-C.    | La plupart des propositions du livre II des Éléments d'Euclide présentent des méthodes pour déterminer la surface d'une figure plane construite à partir de la division d'un segment de droite. Ces propositions sont réutilisées dans le livre VI pour construire des figures planes proportionnelles les unes aux autres. Au XIXe siècle, Hieronymus Zeuthen montre alors que le texte d'Euclide peut être lu comme la présentation géométrique d'une méthode de résolution des équations quadratiques à coefficients positifs. Cette interprétation est au cœur d'une controverse sur l'idée d'« algèbre géométrique ». |
| Vers le IVe siècle av. J.-C.    | Une construction géométrique de la solution des équations cubiques est soulevée (le problème de la duplication du cube). Il est connu que celui-ci n'a pas de solution constructible à la règle et au compas. |
| Vers Ier siècle apr. J.-C.      | Le mathématicien grec Héron d'Alexandrie traite des équations algébriques dans ses trois volumes de mathématiques. |
|                                 | |
| 100-800                         | De Diophante à Al-Khwarizmi, l'algèbre se dégage de la géométrie. |
|                                 | |
| Vers 200                        | Le mathématicien hellénistique Diophante qui vécut à Alexandrie, et souvent considéré comme le père de l'algèbre, écrit son fameux Arithmetica, un travail préfigurant la théorie des équations algébriques et la théorie des nombres. |
| Vers 300                        | Des équations algébriques sont traitées dans le manuel chinois de mathématiques de Liu Hui Jiuzhang suanshu (Les Neuf Chapitres sur l'art mathématique), qui contient la solution de systèmes linéaires utilisant la méthode de la fausse position, des solutions géométriques d'équations quadratiques et la recherche de matrices équivalentes selon la méthode de Sylvester-Gauss. |
| 499                             | Le mathématicien indien Aryabhata, dans son traité Aryabhatiya, obtient le nombre complet de solutions d'un système d'équations linéaires par des méthodes équivalentes aux méthodes modernes, et décrit la solution générale de telles équations. Il donne également des solutions d'équations différentielles. |
| Vers 625                        | Le mathématicien chinois Wang Xiaotong trouve les solutions numériques d'une équation cubique. |
| 628                             | Le mathématicien indien Brahmagupta, dans son traité Brahma Sputa Siddhanta, s'aide d'une identité remarquable pour résoudre des équations quadratiques, dont l'équation de Pell, et donne des règles pour résoudre les équations linéaires et quadratiques. Il découvre que les équations du second degré ont deux racines, dont les négatives et les irrationnelles. |
| Vers 800                        | Les califes abbassides al-Mansur, Haroun ar-Rachid, et Al-Mamun, ont fait traduire les travaux scientifiques des Grecs, des Babyloniens et des Indiens en langue arabe. Commence ainsi, au Moyen-Orient, une renaissance de la culture scientifique. Bagdad devient une nouvelle Alexandrie, particulièrement sous le règne d'Al-Mamun (809-833). À la suite d'un rêve où lui serait apparu Aristote, le calife a demandé qu'on traduise tout ce qu'on connaissait des Grecs, y compris l'Almageste de Ptolémée et une version complète des Éléments d'Euclide. Al-Mamun fit construire à Bagdad une « Maison de la Sagesse » ' (Bait al-hikma) afin de rivaliser avec l'ancien Museum d'Alexandrie. |
|                                 | |
| 800-1600                        | D'Al-Khawarizmi à Stevin, l'algèbre établit ses procédures. |
|                                 | |
| 820                             | Le mot algèbre naît. Il dérive de l'opération qui consiste à diviser les deux membres d'une égalité par une même quantité (non nulle). Il ne peut être séparé qu'au prix d'une mutilation du terme « Al'muqabala », (transposition) aujourd'hui inusité, qui désigne la soustraction aux deux membres d'une même quantité. Ces deux termes forment le projet algorithmique décrit par Al-Khawarizmi dans son Abrégé du calcul par la restauration et la comparaison. On obtient ainsi la solution des équations linéaires. Al-Khwarizmi est souvent considéré comme le père de l'algèbre médiévale, car il dégage celle-ci de l'emprise géométrique. |
| Vers 850                        | Le mathématicien persan Al-Mahani conçoit l'idée de réduire géométriquement le problème de la duplication du cube à un problème algébrique. |
| Vers 850                        | Le mathématicien indien Mahavira résout différentes équations paramétrées de degrés élevés. |
| Vers 990                        | Le mathématicien persan Al-Karaji (ou al-Karkhi), dans son ouvrage l'Al-Fakhri, développe la méthode d'Al-Khwarizmi. Il définit les monômes x, x2, x3, ... et 1/x, 1/x2, 1/x3, ... Il donne des règles qui régissent le produit de ceux-ci. Il découvre la première solution des équations de la forme ax2n + bxn = c. |
| Vers 1050                       | Le mathématicien chinois Jia Xian trouve des solutions numériques d'équations de degrés élevés. |
| 1072                            | Le mathématicien persan Omar Khayyam donne une classification complète des équations cubiques aux racines positives et une solution géométrique lorsqu'elles sont exprimables au moyen d'intersections de coniques. Le « fabricant de tentes » résout géométriquement des équations de degré 3. Mais croit impossible leur résolution algébrique générale. Il généralise les méthodes, déjà utilisées par Ménechme, Archimède et Alhazen, à toutes les équations de degré 3 possédant des racines positives. |
| 1114                            | Le mathématicien indien Bhāskara II, dans son ouvrage Bijaganita (Algèbre), reconnaît les racines carrées négatives, résout des équations quadratiques à plusieurs inconnues, des équations d'ordre supérieur comme celles de Fermat ainsi que les équations du second degré générales. Il met au point la méthode chakravala. |
| Vers 1200                       | Sharaf al-Dīn al-Tūsī (1135-1213) écrit l'Al-Mu'adalat (Traité des Équations), qui fournit huit types d'équations cubiques aux solutions positives et cinq types éventuellement privés de telles solutions. Il utilise ce qui deviendra la « méthode de Ruffini et Horner », méthode d'analyse numérique pour approcher les racines. Il développe les concepts d'extremum. Il entrevoit le rôle du discriminant des équations cubiques et utilise pour la première fois la formule de Cardan due à Scipione del Ferro pour résoudre les équations de degré 3. Roshdi Rashed affirme que Sharaf al-Din découvrit la dérivée du polynôme de degré 3 et comprit la nécessité de lier cette dérivée aux conditions de résolution de cette équation.                                                                                             |
| Au XIIe siècle                  | Une équipe de traducteurs sous la direction de Gondisalvius traduit les manuscrits arabes de la bibliothèque de Cordoue. Parmi eux, se distingue nettement un des premiers algébristes occidentaux Jean Hispalensis. Dans le même mouvement, Jordan de Nemore introduit dans son Isagogue la notation des inconnus par des symboles. |
| En 1202                         | L'algèbre arabe conquiert l'Europe au travers du livre du Pisan Leonardo Fibonacci et de son livre Liber Abaci. |
| En 1299                         | Le mathématicien chinois Zhu Shijie résout les équations quadratiques, numériquement des quartiques et des équations avec plusieurs inconnues (au plus 4). Il donne le premier[réf. souhaitée] la méthode de Ruffini et Horner précédemment citée. |
| Vers 1400                       | Jamshīd al-Kāshī développe une première forme de la méthode de Newton Regula falsi. |
| Vers 1400                       | Le mathématicien indien Madhava de Sangamagrama trouve la solution de fonctions transcendantales et d'équations différentielles par itération. |
| 1412-1482                       | Le mathématicien arabe Abū al-Hasan ibn Alī al-Qalasādī donne une première étape de notation symbolique. |
| Vers 1500                       | Le mathématicien italien Scipione del Ferro, élève de Pacioli parvient pour la première fois à une résolution algébrique d'un grand type d'équations du troisième degré. Il ne les publie pas. |
| 1525                            | Le mathématicien allemand Christoff Rudolff introduit la notation des racines carrées dans son ouvrage Die Coss. |
| Vers 1530                       | Robert Recorde introduit le signe = et Michael Stifel développe une première forme de notation algébrique. |
| 1535                            | Niccolo Fontana Tartaglia retrouve les formules de Scipione del Ferro. |
| 1545                            | Cardan, aidé de son secrétaire Ludovico Ferrari, publie dans son Ars magna les formules qu'il a achetées à Tartaglia sous le sceau du secret ainsi que celles recueillies dans un carnet du défunt Scipione del Ferro. Ferrari donne la solution des équations de degré 4. |
| 1572                            | Rafaelle Bombelli donne une formulation des nombres complexes et les règles de calculs effectifs. Une racine carrée de -1 apparaît sous la forme piu di meno. |
| 1584                            | Le mathématicien néerlandais Stevin rédige un manuel de seize pages pour populariser l'art de compter avec les nombres décimaux. Il écrit les puissances du dixième cernées d'un exposant. Il donne la première écriture des vecteurs. |
|                                 | |
| 1600-1830                       | De Viète à Gauss, l'algèbre triomphe des équations polynomiales. |
|                                 | |
| 1591                            | Le mathématicien français François Viète ouvre une nouvelle période de l'algèbre en faisant opérer les calculs sur des lettres, voyelles pour désigner les inconnues et consonnes pour les paramètres. C'est l'algèbre nouvelle. Par cet acte fondateur, il inaugure la période qui voit triompher le formalisme dans la résolution des équations algébriques. Par ailleurs, il donne le développement du binôme de Newton, résout une équation de degré 45[réf. nécessaire] et introduit l'usage des parenthèses In artem analyticam isagoge. |
| 1600-1624                       | Période de diffusion de l'algèbre nouvelle grâce aux éditions de Viète par Marin Ghetaldi, Alexander Anderson et Van Schooten. |
| 1631                            | Le mathématicien anglais Thomas Harriot introduit, dans une publication posthume, les symboles > et <. La même année William Oughtred donne pour la première fois le symbole multiplié. |
| 1637                            | Le philosophe et mathématicien français René Descartes renomme les inconnus x, y, z et les paramètres a, b, c et étend l'usage de l'algèbre aux longueurs et au plan, créant avec Pierre de Fermat la géométrie analytique. |
| 1658                            | Le philosophe et mathématicien français Blaise Pascal nomme ordonnée la coordonnée portée sur le second axe du plan. |
| 1682-1693                       | Le philosophe et mathématicien allemand Gottfried Leibniz développe le maniement du calcul symbolique par des règles qu'il nomme characteristica generalis. Il définit les courbes algébriques et nomme abscisse la première coordonnée. Enfin, il résout les systèmes linéaires en usant - sans justification théorique - de matrices et de déterminants. |
| Vers 1680                       | Isaac Newton développe le calcul formel sur les séries entières, et calcule les contacts des branches d'une courbe algébrique par la méthode du polygone qui porte son nom. |
| 1683 - 1685                     | Le mathématicien japonais Kowa Seki, dans sa Méthode de résolution des problèmes cachés, découvre les premières versions du déterminant. Il résout des équations de degré 4 et 5 et donne les formules de résolution des équations cubiques. |
| 1732                            | Le mathématicien suisse Leonhard Euler donne la résolution des équations cubiques de façon achevée. |
| 1746                            | L'encyclopédiste français Jean le Rond D'Alembert donne la première preuve du théorème fondamental de l'algèbre. |
| 1750                            | Le mathématicien français Gabriel Cramer, dans son traité Introduction à l'analyse des courbes algébriques, établit la règle de Cramer et étudie les courbes algébriques, des systèmes qu'on nommera matriciels à l'aide de « déterminants ». |
| 1764-1779                       | Le mathématicien français Bézout publie ses travaux sur le degré des équations et la théorie des équations algébriques. Donnant une première preuve reliant le degré et l'intersection. |
| 1799                            | Le mathématicien italien Paolo Ruffini démontre partiellement l'impossibilité de résoudre par radicaux toutes les équations de degré cinq. |
| 1796-1801                       | Le mathématicien allemand Carl Friedrich Gauss donne une démonstration rigoureuse du théorème de d'Alembert. Il commence la publication des Disquisitiones arithmeticae qui contiennent la première preuve de la loi de réciprocité quadratique (§ 4, art. 107–150). |
| 1806                            | Le mathématicien suisse Argand publie la première représentation plane des nombres complexes et utilise des mesures algébriques. |
| 1816                            | Le mathématicien français Gergonne introduit le symbole marquant l'inclusion. |
| vers 1820                       | Le mathématicien français Adrien-Marie Legendre donne par son symbole la caractérisation des résidus de carrés dans les anneaux de congruence. |
| 1822                            | Le mathématicien français Jean-Victor Poncelet fonde la géométrie projective. |
| 1823                            | Le mathématicien norvégien Niels Henrik Abel donne un exemple d'équation de degré cinq insoluble par radicaux. Il introduit la notion de nombres algébriques (publié en 1826) |
| 1827                            | Le mathématicien allemand Möbius introduit le calcul barycentrique oublié depuis le Suisse Paul Guldin et Archimède. |
| 1832                            | Gauss donne une construction rigoureuse des nombres complexes. |
|                                 | |
| 1832-1900                       | De Galois à Peano, l'algèbre des premières structures. |
|                                 | |
| 1829-1832                       | La théorie de Galois, développée par le mathématicien français Évariste Galois ouvre le champ d'une nouvelle ère, celle des structures. Des prémisses de la théorie des groupes sont à rechercher chez Hudde (1659), Saunderson (1740) Le Sœur (1748) et Waring (1762- 1782), Lagrange (1770-1771) et Vandermonde (1770). Mais Galois signe véritablement l'apparition de la notion de groupe dans son travail, mal reconnu à l'époque, où se trouvent les conditions nécessaires et suffisantes pour qu'une équation soit résoluble par radicaux. |
| 1835                            | Le baron français Cauchy établit une première théorie des déterminants. Il diagonalise les endomorphismes symétriques réels dans des cas simples. |
| 1837                            | Le géomètre français Michel Chasles introduit le terme de birapport, d'homothétie et d'homographie, notions oubliées depuis Girard Desargues. |
| 1844                            | Le mathématicien allemand Hermann Grassmann définit le premier une notion d'algèbre, méconnue à son époque, mais qui aura l'heur d'être comprise quelque vingt ans plus tard par Sophus Lie. À la même date, l'Irlandais William Rowan Hamilton définit des espaces de vecteurs. La notion d'espace vectoriel sera clairement définie par l'Allemand Möbius et par l'Italien Giuseppe Peano 40 ans plus tard. |
| 1844                            | Énoncé de la conjecture diophantienne d'Eugène Charles Catalan. Le mathématicien français Joseph Liouville montre l'existence d'une infinité de nombres transcendants. |
| 1846                            | Publication par Liouville des travaux de Galois (Journal de Liouville, vol. XI). |
| 1847                            | Le mathématicien allemand Ernst Kummer parvient à démontrer le théorème de Fermat pour tous les nombres premiers réguliers et dégage la théorie des idéaux premiers, il approfondit la décomposition des groupes. |
| 1847                            | Publication par le mathématicien irlandais George Boole des lois de la pensée où l'analyse logique est automatisée via une structure d'algèbre. |
| Vers 1850                       | Les mathématiciens anglais Arthur Cayley et James Joseph Sylvester introduisent le terme de matrices. |
| 1850                            | Le mathématicien allemand Richard Dedekind introduit le terme de corps. |
| 1850                            | Le mathématicien français Victor Puiseux développe ses séries, permettant ainsi une meilleure approche des singularités d'une courbe et l'étude de branches conjuguées. Un lemme de préparation de Karl Weierstrass, publié en 1895, justifiera ultérieurement cette approche. |
| 1853-1854                       | Le mathématicien allemand Leopold Kronecker confirme les résultats d'Abel et Galois. Les travaux d'Arthur Cayley font de même l'année suivante. |
| 1863                            | Démonstration par le mathématicien allemand Gustav Roch du théorème de Riemann-Roch reliant le degré et le genre d'une courbe algébrique dans une première version analytique. |
| 1860-1870                       | Les mathématiciens allemands Siegfried Heinrich Aronhold (de) et Alfred Clebsch travaillent sur les théories de l'invariant. Ils sont à l'origine de la vision algébrique des théories de Riemann, et donc les ancêtres de la cohomologie algébrique. |
| 1870                            | Le mathématicien français Camille Jordan montre l'invariance à ordre près de la suite des groupes quotients dans la décomposition des groupes. Son travail se prolonge par ceux de Eugen Netto (de) (1882) et de Von Dyck (1882) qui définit les groupes dans leur sens actuel. |
| 1872                            | Le mathématicien allemand Felix Klein, dans son programme d'Erlangen, met l'étude des groupes au centre de la définition des différentes géométries. |
| 1873                            | Le mathématicien français Charles Hermite démontre la transcendance de e (théorème d'Hermite). |
| 1873                            | Le mathématicien allemand Max Noether donne des théorèmes d'existence de courbes algébriques dans certains faisceaux de courbes. L'Anglais William Kingdon Clifford étudie les algèbres qui portent son nom et seront un des objets féconds du siècle suivant. |
| 1873-1899                       | Le mathématicien allemand Georg Cantor jette les bases de la théorie des ensembles et des cardinaux. Il montre que les nombres algébriques sont en fait dénombrables. |
| 1878                            | Le mathématicien allemand Ferdinand Georg Frobenius donne la première démonstration correcte du théorème de Cayley-Hamilton. Il enrichit, par ailleurs, la théorie de la réduction et des algèbres (associatives). |
| Vers 1880                       | Le mathématicien français Émile Picard étudie les surfaces algébriques, les générateurs des complexes linéaires et les groupes de diviseurs qui portent son nom. |
| Vers 1880-1890                  | Les mathématiciens anglais William Burnside, norvégien Ludwig Sylow (82), américain Leonard Eugene Dickson (91), allemand Otto Hölder, français Emile Mathieu et allemand Heinrich Weber complètent la théorie des groupes linéaires et des groupes finis. |
| 1892                            | Les Italiens Castelnuovo et Federigo Enriques collaborent sur les surfaces, les classent en cinq types, et découvrent les théorèmes qui portent leur nom sur les systèmes linéaires. |
| 1890-1898                       | L'étude systématique des groupes s'amplifie avec le Norvégien Sophus Lie, l'Allemand Issai Schur et le Français Élie Cartan. Ce dernier introduit la notion de groupe algébrique. |
| 1892-1900                       | L'étude des groupes discrets se poursuit avec Felix Klein, Sophus Lie, Henri Poincaré, Émile Picard, en liaison avec la monodromie. |
| 1894                            | Élie Cartan publie sa thèse sur les groupes de transformations. Il s'intéressera ultérieurement aux algèbres associatives et aux espaces symétriques. |
| 1897                            | Otto Hölder montre l'isomorphisme des groupes quotients entrant dans les tours de décompositions. |
| 1891-1903                       | L'Italien Giuseppe Peano introduit le symbole d'appartenance ainsi qu'une première version de l'écriture des quantificateurs. Leur forme définitive sera donnée par David Hilbert. Il donne plus de 40 000 définitions dans une langue qu'il veut universelle. |
|                                 | |
| 1898-1939                       | De Hilbert à Gödel, l'algèbre des structures complexes. |
|                                 | |
| 1898                            | Le mathématicien allemand David Hilbert donne une première approche du corps de classes. |
| 1901                            | Les travaux concernant les automorphismes des groupes de grande dimension sont poursuivis par Moore, William Burnside et vulgarisés par Leonard Eugene Dickson. |
| 1900                            | Dans sa conférence lors du deuxième congrès international des mathématiciens tenu à Paris, Hilbert présente dix de ses 23 problèmes, dont une partie porte sur la théorie de la démonstration et l'algèbre. On retiendra notamment le troisième qui débouche sur le paradoxe de Banach-Tarski, le cinquième, le huitième (qui demeure ouvert), le quinzième (qui appelle la théorie de l'intersection). Ils sont de natures plus ou moins profondes, mais ils ont fortement influé sur les mathématiques du siècle. Le rôle des groupes simples est développé par Camille Jordan. Des critères de non-simplicité le sont par Hölder, qui classifie 200 groupes non triviaux. On atteint avec l'Américain Frank Nelson Cole le nombre de 660, avec l'Anglais William Burnside 1092 (2001 de nos jours par l'Américain Gary Lee Miller (en)). |
| 1904-1920                       | L'Allemand Anton Suschkewitsch et le Français Jean-Armand de Séguier (1862-1935) fondent la théorie des semi-groupes. |
| Vers 1910                       | Les travaux de Walther von Dyck, l'Allemand Max Dehn (1900-1910), le Danois Jakob Nielsen complètent la théorie des groupes. |
| 1905-1924                       | Le Français Albert Châtelet travaille sur les automorphismes des groupes abéliens. |
| 1911-1919                       | Collaboration des mathématiciens anglais J.E. Littlewood et G. H. Hardy avec le mathématicien indien S. Ramanujan. |
| 1917                            | Le Français Gaston Julia décrit les formes binaires non quadratiques. L'allemand Erich Hecke étudie l'équation fonctionnelle de la fonction zêta de Dedekind, manie les fonctions thêta et certains caractères de fonctions L nommés d'après son nom. |
| 1920                            | Création des algèbres de Von Neumann. |
| 1922-1938                       | Hermann Weyl développe ses travaux sur les groupes compacts. |
| 1920-1940                       | Travaux de l'anglo-canadien Coxeter en combinatoire et en théorie des groupes permettant d'unifier les groupes décrits par Weyl. |
| 1920                            | Le Japonais Teiji Takagi livre les premiers résultats fondamentaux sur la théorie des corps de classes. |
| 1922                            | Louis Mordell a démontré que l'ensemble des points rationnels d'une courbe elliptique forme un groupe abélien de type fini. Il est à l'origine de la conjecture de Mordell-Weyl, qu'établira Gerd Faltings en 1983. |
| 1925                            | Heinz Hopf démontre que toute variété Riemannienne de dimension 3 de courbure constante est globalement isométrique à un espace euclidien, sphérique ou hyperbolique. Il donne une nouvelle démonstration au théorème de Poincaré-Hopf. Les notions qu'il introduit marquent la naissance des algèbres de Hopf. |
| 1926                            | L'Allemand Helmut Hasse publie sa théorie des corps de nombres algébriques. Son compatriote Richard Brauer commence à développer le travail dans les algèbres qui portent son nom. |
| 1927                            | L'Autrichien Artin publie sa loi de réciprocité générale. |
| 1928                            | Le Français André Weil étudie l'arithmétique des courbes algébriques. |
| 1929                            | La mathématicienne allemande Emmy Noether fixe la théorie des hypercomplexes ou algèbres associatives. |
| 1930                            | Parution de la Moderne Algebra de Van der Warden. Le Hollandais résout le quinzième problème de Hilbert en définissant une vraie théorie de l'intersection dans le groupe des diviseurs d'une variété algébrique. |
| Vers 1930                       | L'Anglais Raymond Paley démontre l'existence de matrices de Hadamard d'ordre q + 1 lorsque q est une puissance d'un nombre premier congrue à 3 modulo 4. Il fonde ainsi la conjecture d'Hadamard. |
| 1930                            | L'Allemand Wolfgang Krull développe la théorie des idéaux maximaux. |
| 1926-1934                       | Le Français Claude Chevalley étudie les corps de classes des corps finis et les corps locaux. Il introduit les adèles et les idèles. Son camarade André Weil fonde ce qui deviendra la cohomologie galoisienne. |
| 1935                            | Naissance du groupe Nicolas Bourbaki, fondé par André Weil, Henri Cartan, Claude Chevalley, Jean Coulomb, Jean Delsarte, Jean Dieudonné, Charles Ehresmann, René de Possel et Szolem Mandelbrojt. |
| 1931-1936                       | Le Polonais Alfred Tarski poursuit les travaux de logique à propos de la complétude de l'algèbre et des théorèmes de transfert. Il montre l'indécidabilité de la théorie des groupes. C'est le théorème de Tarski. Il retrouve ainsi les résultats non publiés du très cosmopolite Kurt Gödel (1931). |
| 1934                            | Le Russe Andreï Kolmogorov définit son travail topologique en termes cohomologiques. |
| 1935                            | L'Ukrainien Oscar Zariski définit la topologie de Zariski sur les variétés algébriques. |
|                                 | |
| Après 1940-1945                 | De Bourbaki à Andrew Wiles, l'algèbre de la cohomologie, des catégories et des schémas. |
|                                 | |
| 1942                            | Travaux du Français Pierre Samuel sur la multiplicité (en). |
| 1942-1945                       | Les Américains Samuel Eilenberg et Saunders Mac Lane fondent la notion de catégorie. |
| 1950                            | L'Américain John Tate donne une nouvelle forme de cohomologie. |
| 1948-1964                       | Les séminaires Cartan, rue d'Ulm, conduisent Cartan et Eilenberg à la publication de Homological Algebra (1956). L'étude cohomologique des corps de classes conjoint les efforts des Français Claude Chevalley, Jean-Louis Koszul et Jean-Pierre Serre. |
| 1955                            | La conjecture de Shimura-Taniyama-Weil annonce que toute courbe elliptique est associée à une forme modulaire de même fonction L. Une version faible est annoncée par le Japonais Yutaka Taniyama. Elle est reformulée par André Weil dans les années 1960. |
| 1958                            | Oscar Zariski utilise les surfaces qui portent son nom (en) pour obtenir des surfaces non rationnelles mais unirationnelles. Le problème de l'unirationnalité demeure ouvert même pour des surfaces simples. |
| Vers 1960                       | L'Américain John Griggs Thompson accomplit des progrès décisifs dans la classification des groupes finis. |
| Vers 1960                       | Le Japonais Kunihiko Kodaira achève ses travaux par un renouvellement de la classification des surfaces algébriques. |
| 1961-1975                       | L'Anglais David Mumford rénove dans le langage des schémas les points de vue de Kodaira sur la classification des surfaces dans l'American Journal of Mathematics ; notamment en caractéristique p. |
| 1960-1970                       | Le Français Yves Hellegouarch étudie les propriétés de courbes elliptiques associées à des contre-exemples au dernier théorème de Fermat. |
| 1960-1970                       | Le mathématicien Alexandre Grothendieck développe et pousse à son terme la théorie des catégories et des schémas. |
| 1967                            | Énoncé par le Canadien Robert Langlands du programme de Langlands qui permet de lier la généralisation des fonctions L de Dirichlet dans le cas des groupes de Galois non abéliens aux représentations cuspidales automorphes. Travail commencé par Israel Gelfand. |
| Vers 1980                       | Le Français Alain Connes résout une grande part des problèmes soulevés par la théorie des algèbres de Von Neumann, notamment la classification des facteurs de type III. Pour cela, il sera récompensé par la médaille Fields en 1982. |
| Vers 1980                       | Le Russe Yuri Manin établit une part de la conjecture de Mordell et, avec Vasili Iskovskih, un contre-exemple à la conjecture de Lüroth. |
| 1983                            | Gerd Faltings montre le théorème de Faltings précédemment connu sous le nom de conjecture de Mordell. Il donne des résultats sur le nombre de solutions d'une équation diophantienne. |
| 1986                            | Le Russe Vladimir Drinfeld donne forme au groupe quantique et généralise la notion d'algèbre de Hopf. |
| 1985-1994                       | Les travaux de l'Anglais Andrew Wiles, complétés par Richard Taylor, montrent une grande partie de la conjecture de Shimura-Taniyama-Weil. Ils étendent ainsi les classes de courbes où la conjecture de Birch et Swinnerton-Dyer est vérifiée et font tomber le dernier théorème de Fermat. |
| 2000-2002                       | Le Français Laurent Lafforgue démontre une partie des conjectures de Langlands. |
| 2001                            | Démonstration de la conjecture de Shimura-Taniyama-Weil par Christophe Breuil, Brian Conrad, Fred Diamond et Richard Taylor. |
| 2000-2002                       | Le Russe Vladimir Voevodsky développe la notion d'homotopie pour les variétés algébriques ainsi que la cohomologie motivique, faisant tomber la conjecture de Milnor. |
| 2004                            | Une matrice d'Hadamard d'ordre 428 est donnée le 21 juin 2004 par Hadi Kharaghani et Behruz Tayfeh-Rezaie. Le plus petit ordre multiple de 4 pour lequel aucune matrice d'Hadamard n'est connue est actuellement 668. |